# Ража каменица
Ража каменица (лат. Raja clavata) је врста риба из  класе рушљориба. Ража каменица има исту грађу тела као и друге раже, спљоштен облик тела по чему су све раже препознатљиве. Ража каменица се одликује по томе што на леђима и репу има бодље. Код младунаца бодљама је прекривен само мали део тела, а одрасле јединке раже каменице имају између 21 и 25 бодљи на телу. Максимална дужина код женки је око 118 cm, а док је код мужјака 98 cm. Раже каменице имају добро развијена прсна пераја.

## Размножавање
Сезона полагања јаја код ража каменица је између марта и септембра. Женке обично полажу јаја у блато или песак близу морске обале. Просечна дужина јајета се креће од 5 до 9 цм, а ширина од 3,8 до 6,4 цм. Женке ража каменица у просеку годишње положе између 140 и 160 јаја. Време за које ће се јаја излећи зависи највише од температуре воде.

## Распрострањеност и станиште
Ража каменица је у највећем броју распрострањена у области Атлантика и у средоземљу. Углавном живи на дубинама између 10 и 60 m, мада се може наћи и на дубинама до 300 m. Ража каменица је врста рибе која се не креће много и по природи није миграциона риба, али се често током пролећа креће близу морске обале. Младунци се најчешће крећу у приобалним водама. Примерци ове врсте ража такође се могу пронаћи и у водама Европе, западне Африке, северне Африке, а могуће их је пронаћи и на југу Африке у водама Намибије.

## Бројност и популација
50-их година прошлог века ража каменица била је уобичајена и широко распрострањена врста у морима северозападне Европе. Временом је бројност ове врсте почела да се смањује због прекомерног лова ових риба. Одрживост популације раже каменице највише зависи од контроле лова над овом врстом јер прекомерни лов и експлоатисање ових риба као производ улова може довести до значајног смањења популације ража каменица и до тога да постане угрожена врста.

## Опис
Ража каменица као и све друге раже има спљоштен облик тела са великим грудним перајима која подсећају на крила и дуг реп, крећу се тако што таласастим покретима померају грудна пераја. Раже каменице се највише разликују од осталих  ража по томе што су им леђа и реп прекривени избочинама које подсећају на бодље, мужјацима су бодљама прекривени само леђа и реп, док код неких старијих женки и доња страна тела може бити прекривена бодљама. Раже каменице се такође одликују и по разноврсним бојама које имају по телу обично су то смеђе сива са тамниијим шарама и мраморастим мрљама. Просечна тежина ража каменица креће се од 2 до 5 kg мада неки примерци могу да теже и до 9,07 kg. Најтежи забележен примерак ове врсте тежио је 18 кг. Животни век раже каменице у просеку траје између 5 и 10 година, док је најстарији забележен примерак имао 16 година. Ове врсте као и све друге раже нису по својој природи миграционе рибе, раже каменице нису пуно активне по дану, воле да се током дана сакрију у песку, док су током сумрака пуно више активне него током дана јер у сумрак обично иду у потрагу за храном.

## Исхрана
Раже каменице имају веома занимљив начин за хватање свог плена тако што га чекају из заседе да би га уловиле. Хране се углавном мањим раковима или ситним рибама.

## Статус угрожености
Црвена листа ову врсту још увек не декларише као угрожену тренутно има статус скоро угрожене врсте, међутим познато је да се раже каменице комерцијално лове у водама САД-а. Има мало доступних информација о комерцијалном лову ових риба у водама Мексика, али зна се да је у мексичким водама ова врста рибе врло мало заступљена.

## Таксономија
Познати шведски природњак и научник Карл фон Лине који је био познат као „отац таксономије” 1758. године је у својој књизи под називом 10. издање Systema Naturae дао овој врсти рибе научни назив (лат. Raja clavata) и уврстио је у род (лат. Raja), ред (лат. Rajiformes) и породицу (лат. Rajidae). Ража каменица је једна од 13 врста из породице правих ража (лат. Rajidae) које углавном насељавају област Атлантика.